# الرابطة الكمبودية 2002
الرابطة الكمبودية 2002 هو موسم من الرابطة الكمبودية. فاز فيه بنوم بنه كراون.